# ピタバスタチン
ピタバスタチン (Pitavastatin) はスタチンに分類される脂質異常症治療薬の一つである。他のスタチンと同様、コレステロール生合成の最初の段階の酵素であるHMG-CoAレダクターゼを阻害する。日本で日産化学工業が創薬し、興和が開発した。商品名リバロ。旧名イタバスタチン、イタババスチン、ニスバスタチン。開発コードNK-104、NKS-104。

## 効能・効果
日本で承認されている効能・効果は「家族性高コレステロール血症」および「脂質異常症」である。10歳以上の小児の家族性高コレステロール血症にも使用できる。
心血管疾患の予防に用いる。
2009年の臨床試験（LIVES試験）ではピタバスタチンが104週間投与され、LDLコレステロールを大きく減少（31.3%）させる事に加えて、特にHDLコレステロール値が40mg/dL未満の患者でHDLコレステロールを増加（24.6%）させることが見出された。HDLは他のスタチンから切り替えた患者で経時的に増加した。70ヶ月の観察研究（CIRCLE試験）では、ピタバスタチンのHDL上昇効果はアトルバスタチンよりも高い事が判明した。
スタチンは糖尿病リスクを増加させるとの報告があるが、ピタバスタチンは血糖値を上昇させないとされている。結果として、ピタバスタチンは高LDL、低HDL、糖尿病を有するメタボリックシンドローム患者への投与に適していると言える。

## 副作用
重大な副作用とされているものは、横紋筋融解症、ミオパチー、免疫性壊死性ミオパチー、肝機能障害、黄疸、血小板減少、間質性肺炎である。
副作用の種類は他のスタチンと変わらないが、筋肉への副作用は他の脂溶性スタチンよりも少ない。アトルバスタチンを服用すると血中コエンザイムQ10値が低下するが、ピタバスタチンでは低下しない。これは全てのスタチンがHMG-CoA還元酵素系に一様に作用している訳ではない事を示唆している。
ピタバスタチン服用中に高尿酸血症が発現した事が報告されている。

## 薬物動態学
多くのスタチンは肝臓のシトクロムP450酵素で代謝されるので、薬物相互作用する可能性があり、一部の食品（グレープフルーツジュース等）も問題になる。ピタバスタチンはCYP2C9で代謝されるがCYP3A4の基質ではない。これはピタバスタチンの相互作用が他のスタチンと異なる理由である。この結果、CYP3A4で代謝される薬物との相互作用がなく、特に高齢者で多くの薬剤を服用している様な場合に重要となる。

## 承認取得状況
日本で開発され、2003年に承認された:3。2005年にインドで、2008年に中華人民共和国で、2012年にインドネシアと中華民国で承認された。
欧州連合では2005年に一旦開発中止されたが、2010年にイギリスでヨーロッパでの承認が合意され、2011年にスペインで承認された。アメリカ合衆国では2009年に承認された。
2015年6月、日本で10歳以上の小児についての用法・用量が承認された。
2022年09月26日、日本にて初めてピタバスタチンとエゼチミブの合剤がリバゼブとして承認された。スタチン単剤でのコントロールが悪い場合に用いられる。